# Gudzisz
Gudzisz (niem. do 1945 r. Kutzdorf) – wieś w Polsce położona w województwie zachodniopomorskim, w powiecie myśliborskim, w gminie Boleszkowice. W latach 1975–1998 miejscowość administracyjnie należała do województwa gorzowskiego.
Wieś o charakterze owalnicy. Według danych z 2005 r. miejscowość liczyła 277 mieszkańców.
Wieś znajdowała się od 1 połowy XIII w. na uposażeniu chwarszczańskich templariuszy i następnie joannitów, od ok. 1250 r. na terytorium powstałej Nowej Marchii. Od 1540 r. do 1945 r. Gudzisz wchodził w skład domeny elektora brandenburskiego w Chwarszczanach. Od 1945 r. leży w granicach Polski.
We wsi kościół z 1845 r. Ludność zajmuje się głównie rolnictwem.

## Nazwa
Gutistorp 1262; Kurtstorp 1449; Küstzstorp 1451; Kutzdorf do 1945

## Środowisko przyrodnicze
Użytek ekologiczny „Torfowisko Gudzisz” – obiekt zabezpieczony w 1997 r.; w ramach projektu WWF „Zielona wstęga Odra Nysa” (zgłoszenie Maciej Sałański, ówczesny nauczyciel szkoły podstawowej w Gudziszu) opracowana została dokumentacja przyrodnicza i projekt rezerwatu przyrody. Powołany jako użytek ekologiczny rozporządzeniem wojewody gorzowskiego z 10.12.1998 r. (Dz. U Województwa Gorzowskiego Nr 20, poz. 268 z 14. 12. 1998 r.). Obszar chroniony znajduje się 1 km na płd.-wsch. od wsi Gudzisz w oddz. leśnym nr 197g Leśnictwa Reczyce i oddz. leśnym nr 212 b Leśnictwa Drzewice. Łączna powierzchnia 15,73 ha. Celem ochrony jest zachowanie walorów przyrodniczych i krajobrazowych torfowiska ze zbiorowiskami o charakterze naturalnym, z rzadko spotykanymi, zagrożonymi i chronionymi gatunkami roślin. Przedmiotem ochrony jest proces sukcesji pierwotnej (zarastanie zbiornika wodnego, rozwój torfowiska), fitocenozy torfowiskowe i leśne. Użytek stanowi kompleks mokradeł i niewielkich oczek wodnych pokrytych płatami osoki aloesowej i grążela żółtego, z otaczającymi je torfowiskami i płatami nieużytkowanej roślinności wodnej, szuwarowej, mszarnej, zaroślowej z wierzbą i olsem porzeczkowym, z licznymi, rzadkimi i chronionymi gatunkami roślin i zwierząt. Na terenie zarastającego jeziora torfowiskowego wierzba biała o obw. 650 cm; legowisko i żerowisko żurawi, czarnych bocianów, gęgaw, perkozów rdzawoszyich i innych ptaków. Ze względu na przylegające od wschodu grunty orne, użytek jest zagrożony spływem biogenów z pól uprawnych i eutrofizacją obiektu. Wskazania ochronne: wyłączenie z użytkowania gospodarczego zarośli wierzbowych, brzozowo–sosnowo-olszowych i olszyn; zakaz odwadniania obiektu; wprowadzenie bariery biogeochemicznej od wschodu poprzez zalesienie otoczenia użytku.

## Historia
- 1232 – nadanie templariuszom przez księcia Władysława Odonica (lub wcześniej przez Henryka I Brodatego) wsi Chwarszczany wraz z 1000 łanami ziemi (ok. 15-17 tys. ha) między Odrą, Wartą i Myślą, w tym również Gudzisza
- 31.12.1262 – pierwsza wzmianka pod nazwą Gutistorp. Jan i Otton z dynastii askańskiej zawierają ugodę z Widekindem (Widekinusem), mistrzem templariuszy w Niemczech i krajach słowiańskich, na mocy którego templariusze w zamian za zrzeczenie się praw do miejscowości leżących przy drodze do Gorzowa (oppidum – prawdopodobnie przedlokacyjna osada targowa pod Kostrzynem, Kłośnica, Warniki, Dąbroszyn, Pudignowe i Witnica) oraz dóbr komandorii w Myśliborzu, otrzymują potwierdzenie posiadania komandorii chwarszczańskiej wraz z dziesięcioma wsiami (Bogusław, Carkzowe?, Cychry, Dargomyśl, Dębno, Gudzisz, Krześnica, Nyvik?, Oborzany, Sarbinowo). Formą zadośćuczynienia jest dodatkowo wieś Kaleńsko w ziemi kostrzyńskiej, będąca wcześniej w posiadaniu rycerskim[5]
- 02.05.1312 – rozwiązanie zakonu templariuszy bullą Ad providam papieża Klemensa V
- 1312 – posiadłości templariuszy na obszarze Marchii zajmują margrabiowie brandenburscy
- 1318 – w układzie zawartym w Cremmen, negocjowanym przez przedstawicieli przeora niemieckiego Pawła z Modeny i Leonarda de Tiburtis, margrabiowie brandenburscy potwierdzili joannitom posiadanie dóbr templariuszy
- 6.07.1449 – Hans Brederto i Ulrich von Scheningen z Gudzisza (Kurtstorp) zostają odnotowani wśród poręczycieli przysięgi Konrada Gustebiese, opuszczającego krzyżackie więzienie w Gorzowie[6]
- 1532 – na terenie Nowej Marchii wprowadzono protestantyzm jako religię obowiązującą
- 15.06.1540 – komandoria Chwarszczany przejęta przez margrabiego Jana z Kostrzyna od joannitów, którzy zostają zmuszeni do przeniesienia konwentu do Świdwina. W Chwarszczanach zorganizowano siedzibę domeny państwowej, do której należały wsie Dębno, Drzewice, Kaleńsko, Chlewice, Gudzisz, Szumiłowo, Krześnica i Sarbinowo.
- 1718 – w Gudziszu osadzony jest sołtys (na 2 łanach), 4 gospodarzy (po 2 łany), 13 zagrodników (po 1 łanie), karczmarz (3 łany), 8 chałupników. Oprócz zbóż uprawia się chmiel.
- 24.08.1758 – oddziały pruskie prowadzą w okolicy Gudzisza działania mające przekonać Rosjan, iż od tej strony rozpocznie się atak na ich pozycje. W tym czasie przy wschodnim skraju wsi stacjonują oddziały kozackie.
- 25.08.1758 – prusko-rosyjska bitwa pod Sarbinowem, która rozegrała się na polach położonych między Sarbinowem, Gudziszem, Chwarszczanami i Cychrami. Wieś nie ucierpiała w wyniku bitwy.
- 1774 – do szkoły uczęszcza 60 dzieci. Dane z tego okresu mówią o olejarni, foluszu i garbarni.
- 1809 – we wsi sołtys, 5 bauerów, 13 zagrodników, 8 chałupników, 20 komorników, szewc; liczba mieszkańców wynosi 271 osób, liczba domów 37. Rozebrany zostaje stary kościół szachulcowy.
- 1845 – wzniesiono nowy kościół na miejscu wcześniejszej świątyni. Prawdopodobnie w tym okresie nastąpił rozwój wsi w kierunku płd.-wsch.
- 1921-22 – powstanie elektrowni, na bazie wcześniejszych urządzeń hydrotechnicznych (na miejscu starego foluszu). Równocześnie z budową elektrowni – w zabudowie zwartej – wzniesiono mechaniczną olejarnię.
- 1 ćw. XX w. – wybudowano nową szkołę
- 05.02.1945 – zajęcie wsi przez wojska 5 Armii 1 Frontu Białoruskiego; obiekty przemysłowe nie zostają zniszczone
- 08.02.1948 – poświęcenie kościoła jako świątyni rzymskokatolickiej pw. Najświętszego Serca Pana Jezusa
- Koniec lat 50 XX w. – olejarnia zostaje rozebrana; na jej fundamentach powstaje zaplecze techniczno-socjalne elektrowni
- 31.08.2010 – likwidacja szkoły filialnej (klasy I–III i oddział przedszkolny) w Gudziszu, podporządkowanej organizacyjnie szkole podstawowej w Boleszkowicach

| Właściciel                                                         | Lata      |
| ------------------------------------------------------------------ | --------- |
| Zakon Templariuszy                                                 | 1232-1312 |
| Margrabiowie brandenburscy                                         | 1312-1318 |
| Zakon Joannitów                                                    | 1318-1540 |
| Hans Brederto, Ulrich von Scheningen                               | ok. 1449  |
| Margrabiowie brandenburscy, królowie Prus [w domenie Chwarszczany] | 1540-1945 |

## Ludność
| Rok  | Ludność |
| 1809 | 271     |
| 1933 | 753     |
| 1939 | 725     |
| 1985 | 290     |
| 1990 | 274     |
| 2005 | 277     |

## Gospodarka
- Zakład Energetyczny Gorzów S.A. Elektrownia Wodna „Gudzisz” – zlokalizowana na ok. 13 km licząc od ujścia rzeki Myśli. Obiekt ten powstał w latach 1921-22[8] na bazie wcześniejszych urządzeń hydrotechnicznych i bez przerw działa do dziś; prezentuje oryginalny reprezentatywny dla lat 20 XX w. model hydroelektrowni przepływowej o wybitnych walorach historyczno-technicznych. Stopień wodny składa się z następujących elementów: elektrownia wodna, jazy piętrzące, jaz roboczy, zbiornik wodny, stanowisko dolne, rozdzielnia i transformatorownia. Ogólna moc osiągnięta to 170 kW. Elektrownia włączona jest w ogólna sieć energetyczną.
- Na terenie sołectwa funkcjonuje 45 gospodarstw rolnych, nastawionych głównie na produkcję roślinną. Struktura użytków rolnych (2004):

| Użytki rolne | Pow. w ha |
| Orne         | 304       |
| Sady         | 4,3       |
| Łąki         | 2,7       |
| Pastwiska    | 25,5      |

- Usługi leśne
- Usługi stolarskie
- Sklep spożywczo przemysłowy
- Złoże kruszywa naturalnego Gudzisz – eksploatacja zakończona. Zasoby przemysłowe w Bilansie (2002) 1268 tys. ton, pierwotnie zasoby geologiczne według dokumentacji z 1976 r. wynosiły 1536 tys. ton. Wyrobisko poeksploatacyjne zostało poddane pracom rekultywacyjnym (zbiornik wodny + zalesienie). W rejonie wsi Gudzisz na skarpie południowego wysokiego brzegu doliny Myśli funkcjonuje dzikie wyrobisko piasków, eksploatowane okresowo. Misa wyrobiska posiada powierzchnię ca 0,1 ha, a ściany osiągają wysokość do 6 m. W dnie wyrobiska gromadzone są odpady budowlane. Wskazana rekultywacja poprzez procesy renaturalizacji (skarpy) i zalesienia dna wyrobiska.

## Organizacje i instytucje
- Wiejskie Stowarzyszenie Edukacyjno-Kulturalne „Moja Szkoła” w Gudziszu[9]
- Ochotnicza Straż Pożarna

## Edukacja
Dzieci i młodzież uczęszczają do szkoły podstawowej i gimnazjum w Boleszkowicach.

## Wyznania
Kościół filialny pw. Najświętszego Serca Pana Jezusa parafii rzymskokatolickiej pw. Wniebowzięcia Najświętszej Maryi Panny w Sarbinowie.

## Atrakcje turystyczne
- Kościół pw. Najświętszego Serca Pana Jezusa – neogotycki, zbudowany w miejscu wcześniejszej ryglowej świątyni w 1845 r., z nieregularnych głazów narzutowych oraz cegły maszynowej, na rzucie prostokąta, bez wieży, z prostokątną zakrystią od północy oraz z pięcioboczną absydą przylegającą do ściany wschodniej. Wejście główne od strony zachodniej, fasada flankowana ceglanymi lizenami ozdobiona ostrołukowymi blendami i oknami, zwieńczona schodkowym szczytem. Poświęcony 08.02.1948 r. jako świątynia rzymskokatolicka.
- Cmentarz wiejski – czynny, założony na pocz. XX w., na płd. od zwartej zabudowy
- Cmentarz przykościelny – nieczynny, w centrum wsi
- Dawny pomnik ofiar I wojny światowej – zlokalizowany na nawsiu (na wsch. od kościoła); na historycznym cokole współczesna figura Matki Boskiej (postawiona po 1945 r.)
- Obiekty w gminnej ewidencji zabytków: budynki mieszkalne nr 50, 51, 52, 54, 59, 60, 77 (dawna szkoła)
- W pobliżu elektrowni na lewym brzegu Myśli wiąz – pomnik przyrody, o obwodzie 630 cm
- Dąb w centrum wsi, o obwodzie 390 cm
- Staw karpiowy – prywatny, na terenie zrekultywowanego wyrobiska po eksploatacji kruszywa naturalnego ze złoża Gudzisz
- Między Gudziszem a Reczycami przy „Modrzewiowym Lesie” – punkt widokowy „Koniec Świata”